# Scotopteryx undulata
Scotopteryx undulata är en fjärilsart som beskrevs av Giovanni Antonio Scopoli 1763. Scotopteryx undulata ingår i släktet backmätare, och familjen mätare. Inga underarter finns listade.